# Croàcia
Croàcia (en croat: Hrvatska), oficialment República de Croàcia (Republika Hrvatska) és un Estat de l'Europa mediterrània situada a la zona de transició entre l'Europa Central i els Balcans. Limita al nord amb Eslovènia i Hongria, al nord-est amb Sèrbia i al sud-est amb Montenegro i Bòsnia i Hercegovina, i al sud i a l'oest amb la mar Adriàtica. La regió meridional de Dubrovnik queda separada de la resta del país per la sortida de Bòsnia i Hercegovina al mar per mitjà del port de Neum.
La capital és Zagreb, amb prop de 700.000 habitants, i les ciutats principals són Split, Rijeka i Osijek, amb més de cent mil.
L'1 de juliol de 2013 esdevingué el 28è estat de la Unió Europea, després d'haver format part, durant dècades, de Iugoslàvia. 9 any després, l'1 de gener de 2023, va entrar a formar part de la zona euro, adoptant l'euro com a moneda pròpia.

## Etimologia
El nom de Croàcia deriva del llatí medieval Croātia, en si mateix una derivació de l'eslau nord-occidental * Xərwate, per metàtesi líquida del període eslau comú * Xorvat, de la proposta protoeslava * Xъrvátъ que possiblement prové de la forma de escita del segle xiii com a tauletes alternes Θburóος L'origen és incert, però el més probable és del proto-Ossetià / Alanià *xurvæt- o * xurvāt-, en el sentit de 'el qui guarda' ('guardià', 'protector'). El registre conservat més antic de l'etnònim croata *xъrvatъ és de la tija variable, testificat en la tauleta Baška en estil zvъnъmirъ kralъ xrъvatъskъ ("Zvonimir, rei croat"), encara que es va confirmar arqueològicament que l'etnònim Croatorum s'esmenta en una inscripció d'església trobada en Bijaći a principis del segle. La inscripció de pedra previsiblement més antiga és la inscripció Branimir del segle IX que es troba prop de Benkovac, on Duke Branimir es titula Dux Cruatorvm, probablement datada entre 879 i 892, durant el seu govern. El terme llatí Chroatorum s'atribueix a una carta del duc Trpimir I de Croàcia, datada a 852 en una còpia de 1568 d'un original perdut, però no és segur si l'original era realment més antic que la inscripció Branimir.

## Història

### Història antiga
Croàcia està habitada des de la prehistòria, ja que s'hi han trobat fòssils de l'Home de Neandertal. Les principals restes corresponen a la Cultura de Hallstatt. Els primers pobladors amb cultura pròpia són els il·liris, que van conviure amb diverses branques celtes a partir del segle iv aC. Els croats que donarien nom al país van arribar al segle vii, enmig d'onades de cristianització de la zona. El 925 van aconseguir el nomenament oficial de regne independent, sota el comandament de Tomislav de Croàcia.

### Unions amb Hongria i l'Imperi
Amb l'extinció d'aquesta dinastia, Croàcia va passar a formar una unió amb Hongria durant el feudalisme, fins que amb els atacs de l'Imperi Otomà els croats perderen molt territori i amb la caiguda de Knin el 1522 i la derrota hongaresa en la Batalla de Mohács de 1526, els nobles croats la van posar sota el poder de la Dinastia dels Habsburg. El 1868 va recuperar l'autonomia.

### Primera Iugoslàvia (1918-1941)
Croàcia va formar part a la tardor de 1918 de l'estat dels Eslovens, Croats i Serbis, que tenia la capital a Zagreb, i que posteriorment es va fusionar amb el Regne de Sèrbia per crear el Regne dels Serbis, Croats i Eslovens, des de 1929 anomenat Regne de Iugoslàvia.
Aquest estat balcànic que va existir des de l'1 de desembre de 1918 fins al 2 de desembre de 1945, comprenia l'àrea dels actuals estats de Bòsnia i Hercegovina, Sèrbia i Montenegro, Macedònia, així com la major part dels territoris de Croàcia i Eslovènia.

### República Popular Federativa de Iugoslàvia
El 29 de novembre de 1945, l'assemblea Constituent Iugoslava va celebrar una sessió en què es va decidir que Iugoslàvia estaria composta per sis repúbliques: Eslovènia, Croàcia, Bòsnia i Hercegovina, Montenegro, Sèrbia i Macedònia. Al cap de poc temps, el Partit Comunista va començar a perseguir els que es va oposar al sistema de partit únic comunista. El 30 de gener de 1946, l'assemblea Constituent va aprovar la Constitució de la República Popular Federativa de Iugoslàvia.

### Història recent
En la història recent era una república de República Federal Socialista de Iugoslàvia, de la qual es va declarar independent el 1991. Arran d'això es va produir un conflicte civil amb la població sèrbia que, ajudada pel govern iugoslau, va comportar una lluita de quatre anys fins que es va proclamar la fi de la guerra el 1995. La reintegració pacífica de tots els territoris rebels es va completar el 1998 sota la supervisió de les Nacions Unides.
El 15 de gener de 1992 la Comunitat Econòmica Europea va reconèixer la independència d'Eslovènia i de Croàcia, dos dies després que ho hagués fet el Vaticà. Croàcia va demanar l'entrada a la Unió Europea l'any 2003 i va ser acceptat com a país candidat el 2004. Les negociacions començaren el 17 de març del 2005 i conclogueren l'1 de juliol del 2011.
El 22 de gener del 2012 va organitzar el referèndum sobre la integració a la UE. Tot i que va tenir una participació de només el 47%, va guanyar àmpliament el vot favorable a l'entrada, prevista per l'1 de juliol del 2013.
L'1 de juliol de 2013 esdevingué el 28è estat de la Unió Europea. 9 any després, l'1 de gener de 2023, va entrar a formar part de la zona euro, adoptant l'euro com a moneda pròpia.

## Política
El govern de Croàcia és una república i el president actual és Zoran Milanović des del 18 de febrer de 2020.

## Geografia

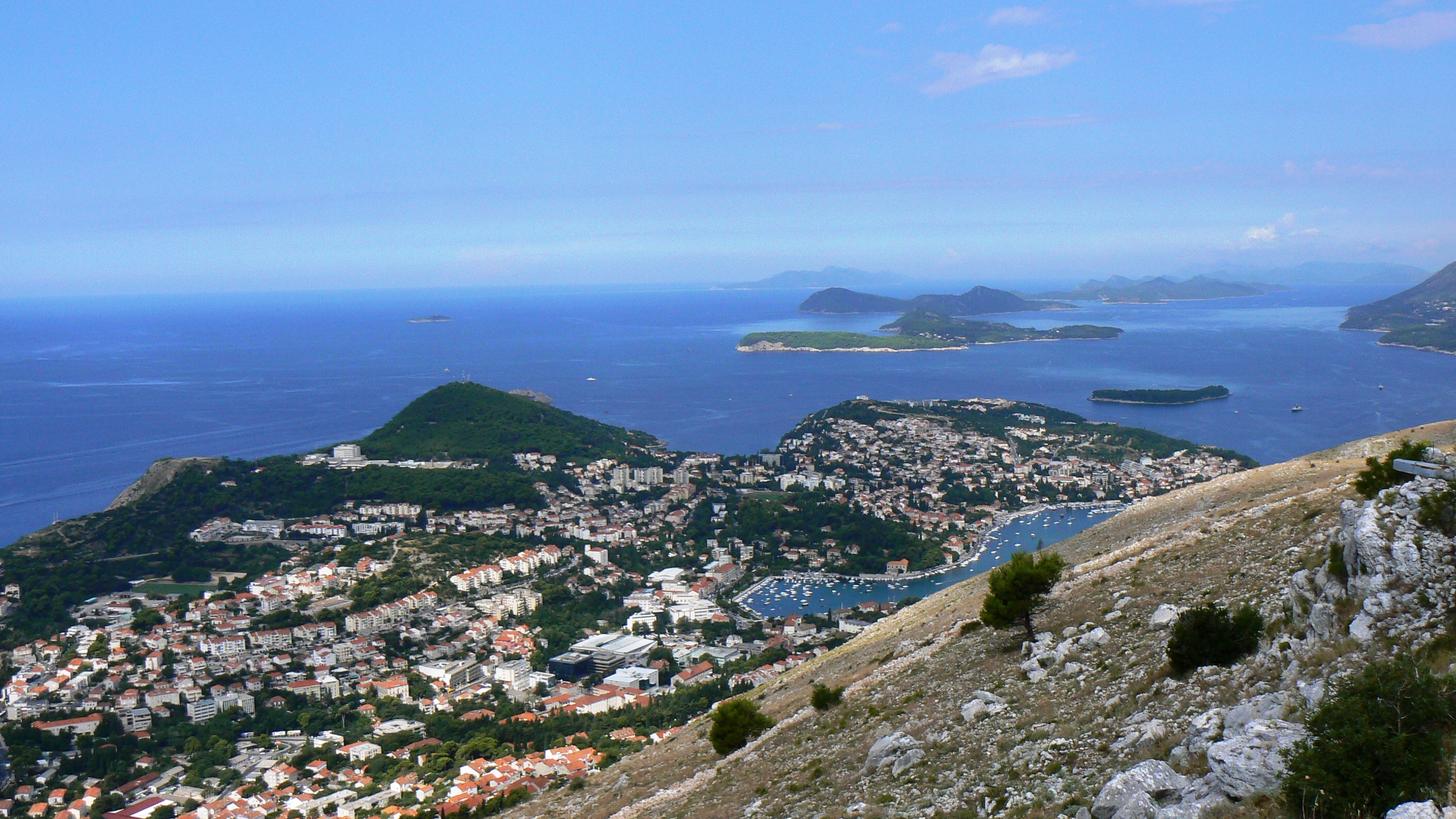
Costa sud de Croàcia.

Té una superfície molt diversa, amb planes, llacs i turons a la zona continental del nord i el nord-est (Croàcia central i Eslavònia, part de la planura de Pannònia); muntanyes de bosc dens a Lika i Gorski Kotar, que són part dels Alps Dinàrics; i la costa rocosa i accidentada de l'Adriàtic, amb una munió d'illes (península d'Ístria, la costa septentrional i Dalmàcia). A l'extrem nord-est transcorre el Danubi, que marca la frontera amb Sèrbia, mentre que el seu afluent Drava separa Croàcia d'Hongria.
Dins el país hi podem distingir les següents unitats orogràfiques:
- De nord a sud, els Alps Dinàrics, amb carenes importants com el Velebit a Dalmàcia, que culmina amb el Troglav (1.913 m), Kapela (1.533 m), Vaganski (1.758 m), Dinara (1.811 m) i Janski Vrh (1.790 m).
- La Planura Pannònica, que comprèn gran part d'Eslavònia, a l'est del país, amb muntanyes com les Bilo Boh, amb els pics de Czerni Vhr (827 m), el Japull (954 m) i Brezovo Polje (987 m).
- La Planura dalmàtica, a la costa.
- La conca endorreica de Lecko Polje.
- Les muntanyes de Karnten, al nord, amb el Joancica (1.061 m).
- Els Kurts Liburnik, amb el Sveto Bodo (1.753 m), el Klek (1.182 m) i el Bille Lositza (1.733 m).

Entre els rius, podem destacar els Dunaj, Drava, Sava, Lonja, Kupa, Una, Cetina, Glina, Zrmaja i Bosut, tots ells de la conca danubiana. Els únics llacs destacables del país són els dels parcs naturals de Plitvice i Krka, vora la costa dàlmata.

### Assistència sanitària

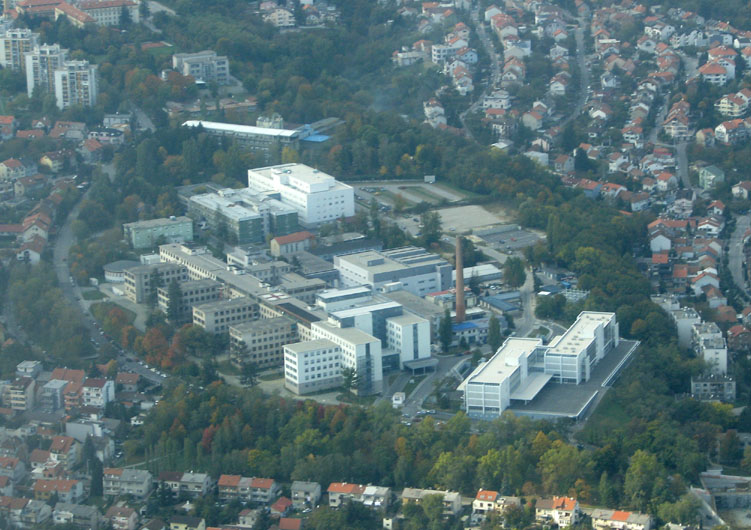
El Centre Hospitalari Universitari de Zagreb és l'hospital més gran de Croàcia i l'hospital d'ensenyament de la Universitat de Zagreb

Croàcia té un sistema de salut universal, les arrels de la qual es poden rastrejar de nou a la Llei del Parlament croat de 1891, proporcionant una forma d'assegurança obligatòria de tots els treballadors i artesans de la fàbrica. La població està coberta per un pla bàsic d'assegurança mèdica prevista per l'estatut i l'assegurança facultativa. El 2017, les despeses anuals relacionades amb la salut van aconseguir 22.0 mil milions de kuna (3 mil milions d'euros). La despesa en salut inclou només el 0,6% de l'assegurança de salut privat i la despesa pública. El 2017, Croàcia va gastar al voltant del 6,6% del seu PIB en salut.
El 2020, Croàcia va ocupar el lloc 41 en el món en l'esperança de vida amb 76,0 anys per als homes i 82,0 anys per a les dones, i va tenir una taxa de mortalitat infantil baixa de 3,4 per 1.000 nascuts vius.
Hi ha centenars d'institucions de salut a Croàcia, incloent 75 hospitals, i 13 clíniques amb 23.049 llits. Els hospitals i clíniques atenen més de 700 mil pacients a l'any i empren 6.642 metges, inclosos 4.773 especialistes. Hi ha un total de 69.841 treballadors de la salut. Hi ha 119 unitats d'emergència en els centres de salut, que responen a més d'un milió de crides. [citació necessària] La principal causa de mort El 2016 va ser la malaltia cardiovascular: 39,7% per als homes i 50,1% per a les dones, seguida de tumors, 32,5% per als homes i 23,4% per a les dones. El 2016 es va estimar que el 37,0% dels croats són fumadors. Segons dades de 2016, el 24,40% de la població adulta croata és obesa.

## Economia
Pel que fa a la indústria, destaquen les refineries de Sisak i Rijeka, les drassanes a Rijeka, Pula i Split, les cimenteres de Split i Pula, les fusteres de Rijeka i diverses indústries de transformació a Zagreb, Osijek i Zadar. Hi ha una important activitat econòmica, complementada amb el turisme del parc de Plitvice i la vila de Dubrovnik, a la costa dàlmata, que proporciona el 70% de les divises del país.

## Cultura

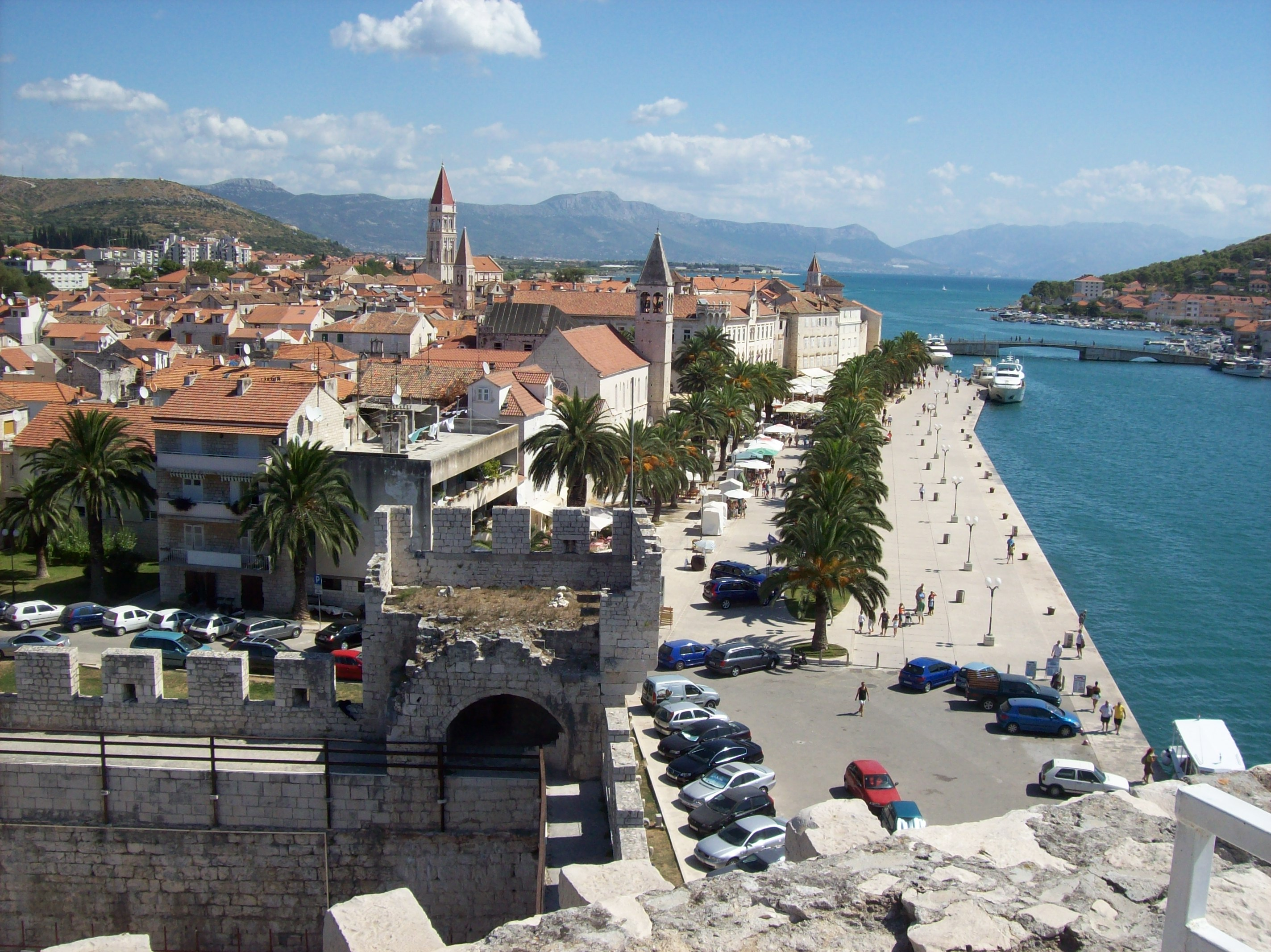
El centre històric de Trogir ha estat inclòs a la llista de Patrimoni de la Humanitat de la UNESCO des de 1997

Per la seva posició geogràfica, Croàcia representa una barreja de quatre esferes culturals diferents. Ha estat una cruïlla d'influències de la cultura occidental i oriental des del cisma entre l'Imperi Romà d'Occident i l'Imperi Romà d'Orient, i també de l'Europa Central i la cultura mediterrània. El moviment il·liri va ser el període més significatiu de la història cultural nacional, ja que el segle xix va resultar crucial per a l'emancipació dels croats i va veure desenvolupaments sense precedents en tots els camps de l'art i la cultura, donant lloc a moltes figures històriques.
El Ministeri de Cultura té l'encàrrec de preservar el patrimoni cultural i natural del país i de vetllar pel seu desenvolupament. A nivell de govern local es duen a terme altres activitats de suport al desenvolupament de la cultura. La Llista del Patrimoni Mundial de la UNESCO inclou deu llocs a Croàcia. El país també és ric en Patrimoni Cultural Immaterial de la Humanitat i conté 15 de les obres mestres de la cultura intangible de la UNESCO, ocupant el quart lloc del món. Una contribució cultural global de Croàcia és la corbata, derivada de la corbata que portaven originalment els mercenaris croats del segle XVII a França.
El 2019, Croàcia tenia 95 teatres professionals, 30 teatres professionals infantils i 51 teatres amateurs visitats per més de 2,27. milions d'espectadors a l'any. Els teatres professionals donen feina a 1.195 artistes. Hi ha 42 orquestres, conjunts i cors professionals, que atrauen una assistència anual de 297 milers. Hi ha 75 cinemes amb 166 pantalles i 5.026 d'assistència milions. Croàcia té 222 museus, visitats per més de 2,71 milions de persones el 2016. A més, hi ha 1.768 biblioteques, que en contenen 26,8 milions de volums i 19 arxius estatals. El mercat editorial de llibres està dominat per diverses editorials importants i l'esdeveniment central de la indústria: l'exposició Interliber que se celebra anualment a la Fira de Zagreb.

### Arts, literatura i música

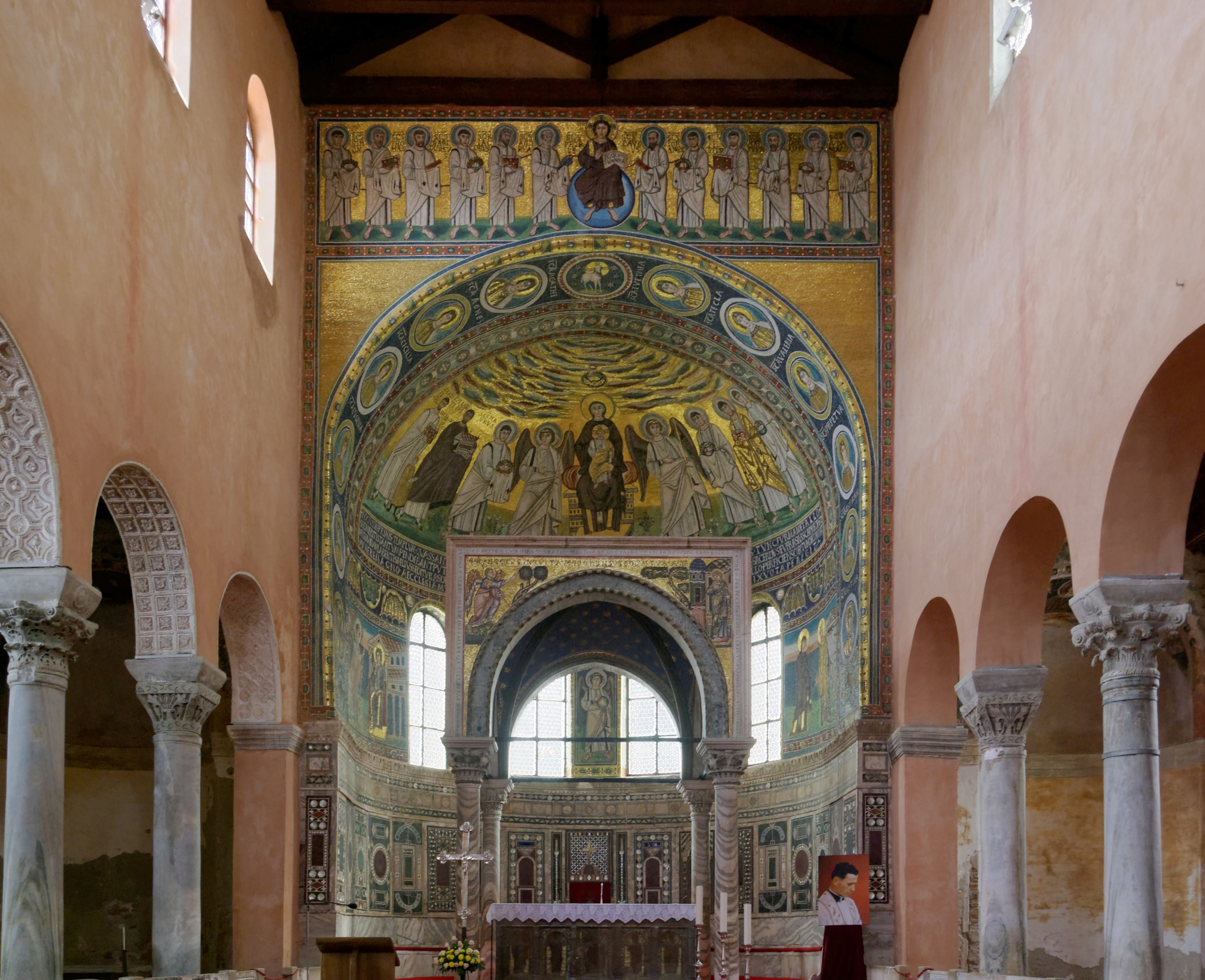
Basílica Eufrasiana de Poreč, exemple de l'arquitectura romana d'Orient primitiva, a la Llista del Patrimoni de la Humanitat de la UNESCO des de 1997.

L'arquitectura a Croàcia reflecteix les influències de les nacions frontereres. La influència austríaca i hongaresa és visible als espais públics i als edificis del nord i de les regions centrals, l'arquitectura que es troba al llarg de les costes de Dalmàcia i Ístria mostra influència veneciana. Les places que porten el nom d'herois culturals, els parcs i les zones només per a vianants són característiques de les ciutats i ciutats croates, especialment on es va desenvolupar una planificació urbana barroca a gran escala, per exemple a Osijek (Tvrđa), Varaždin i Karlovac. La influència posterior de l'Art Nouveau es va reflectir en l'arquitectura contemporània. L'arquitectura és mediterrània amb una influència veneciana i renaixentista a les principals zones urbanes costaneres exemplificades en obres de Juraj Dalmatinac i Nicolas de Florència com la catedral de Sant Jaume de Šibenik. Els exemples més antics conservats d'arquitectura croata són les esglésies del segle ix, amb la més gran i més representativa entre elles l'Església de Sant Donat de Zadar.
La música croata varia des d'òperes clàssiques fins al rock modern. Vatroslav Lisinski va crear la primera òpera, amor i malícia del país, el 1846. Ivan Zajc va compondre més d'un miler de peces musicals, entre misses i oratoris. El pianista Ivo Pogorelić ha actuat arreu del món.
A més de l'arquitectura que inclou les obres d'art més antigues, hi ha una història d'artistes a Croàcia que arriba fins a l'Edat Mitjana. En aquella època el portal de pedra de la catedral de Trogir va ser realitzat per Radovan, que representa el monument més important de l'escultura romànica de la Croàcia medieval. El Renaixement va tenir el major impacte a la costa del mar Adriàtic des que la resta es va veure involucrada en la Guerra Croata-Otomana dels Cent Anys. Amb la decadència de l'Imperi Otomà, l'art va florir durant el barroc i el rococó. Els segles xix i xx van provocar l'afirmació de nombrosos artesans croats, ajudats per diversos mecenes de les arts com el bisbe Josip Juraj Strossmayer. Els artistes croats de l'època que van assolir renom van ser Vlaho Bukovac, Ivan Meštrović i Ivan Generalić.
La música croata varia des d'òperes clàssiques fins al rock modern. Vatroslav Lisinski va crear la primera òpera, amor i malícia del país, el 1846. Ivan Zajc va compondre més d'un miler de peces musicals, entre misses i oratoris. El pianista Ivo Pogorelić ha actuat arreu del món.

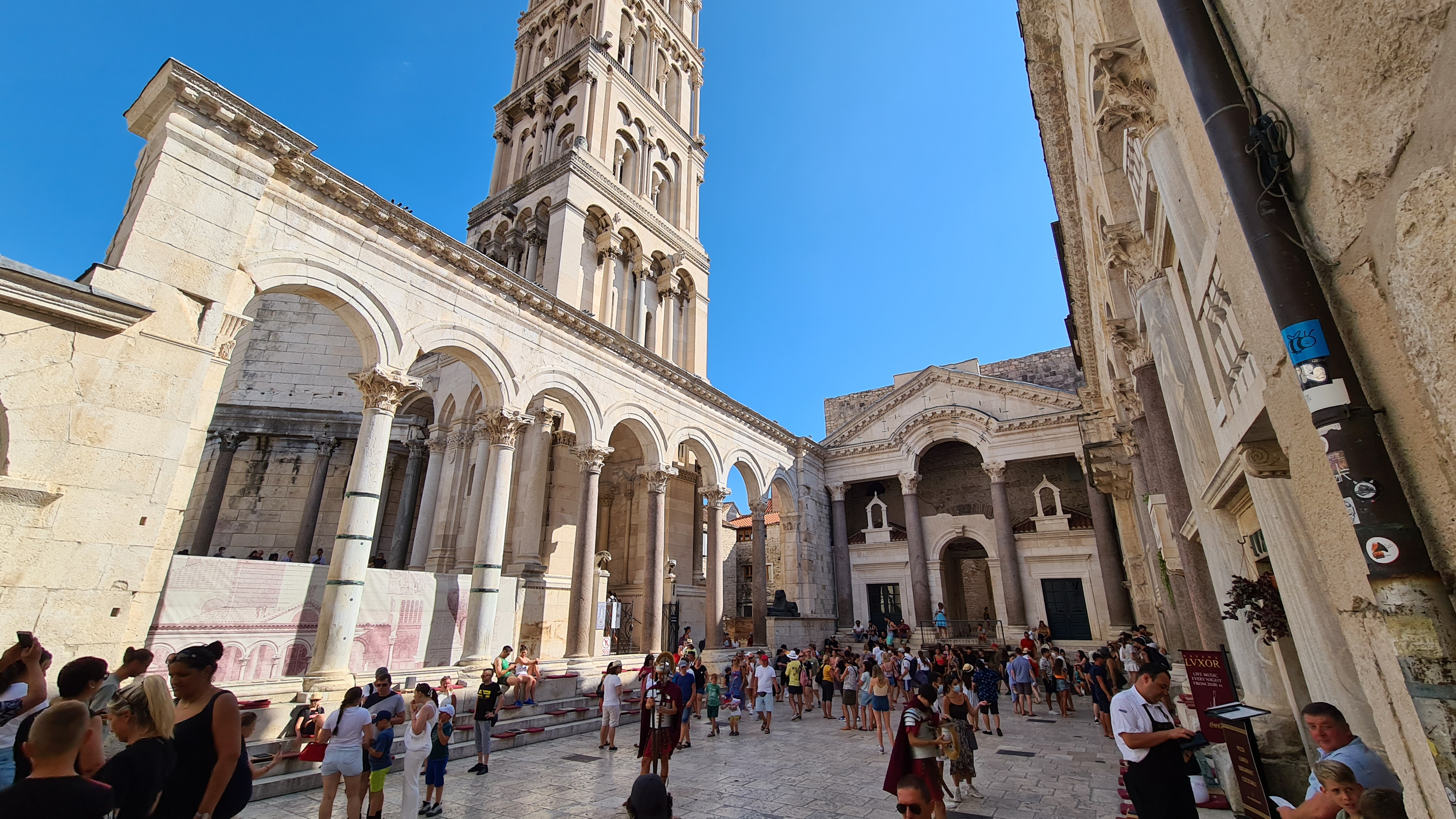
El nucli històric de Split amb el palau de Dioclecià del va ser inscrit a la llista de Patrimoni de la Humanitat de la UNESCO el 1979

La tauleta de Baška, una pedra inscrita amb l'alfabet glagolític que es troba a l'illa de Krk i datada cap a l'any 1100, es considera la prosa més antiga que es conserva en croat. L'inici d'un desenvolupament més vigorós de la literatura croata està marcat pel Renaixement i Marko Marulić. A més de Marulić, el dramaturg renaixentista Marin Držić, el poeta barroc Ivan Gundulić, el poeta nacional croat del renaixement Ivan Mažuranić, novel·lista, dramaturg i poeta agost Šenoa, l'escriptora infantil Ivana Brlić-Mažuranić, l'escriptora i periodista Marija Jurić Zagorka i l'escriptora Gustav Mašto, l'escriptora Antun, El poeta Antun Branko Šimić, l'escriptor expressionista i realista Miroslav Krleža, el poeta i novel·lista Tin Ujević i l'escriptor de contes Ivo Andrić són sovint citats com les grans figures de la literatura croata.

## Subdivisió administrativa

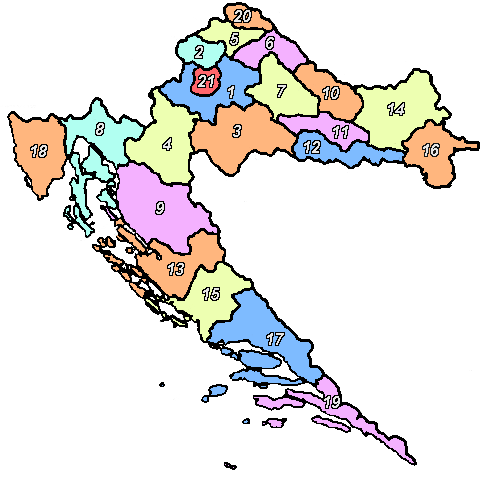
Croàcia es divideix El 20 comtats (en croat županija, plural županije) i 1 ciutat (grad):
1 Zagreb (Zagrebačka)
2 Krapina-Zagorje (Krapinsko-zagorska)
3 Sisak-Moslavina (Sisačko-moslavačka)
4 Karlovac (Karlovačka)
5 Varaždin (Varaždinska)
6 Koprivnica-Križevci (Koprivničko-križevačka)
7 Bjelovar-Bilogora (Bjelovarsko-bilogorska)
8 Primorje-Gorski Kotar (Primorsko-goranska)
9 Lika-Senj (Ličko-senjska županija)
10 Virovitica-Podravina (Virovitičko-podravska)
11 Požega-Eslavònia (Požeško-slavonska)
12 Brod-Posavina (Brodsko-posavska)
13 Zadar (Zadarska)
14 Osijek-Baranja (Osječko-baranjska)
15 Šibenik-Knin (Šibensko-kninska)
16 Vukovar-Srijem (Vukovarsko-srijemska)
17 Split-Dalmàcia (Splitsko-dalmatinska)
18 Istria (Istarska)
19 Dubrovnik-Neretva (Dubrovačko-neretvanska)
20 Međimurje (Međimurska)
21 Zagreb (Grad Zagreb)

Cada comtat té una assemblea que està composta pels representants elegits per vot popular, mitjançant l'escrutini proporcional plurinominal, durant un període de quatre anys. L'assemblea elegeix la direcció executiva del comtat, decideix els pressupostos anyals, les propietats del comtat, etc.
El governador del comtat és el župan, que té fins a dotze diputats, anomenats dožupan. El župan presideix el govern executiu del comtat, i representa al comtat en afers exteriors.
La ciutat més gran és Zagreb, única que supera el milió d'habitants.
La segueixen Split (350.000), Rijeka (250.000) i Osijek (150.000). Després les segueixen ciutats més petites com Zadar, Pula, Šibenik, Varaždin, Sisak, Karlovac i Dubrovnik.